# Pays Adour Chalosse Tursan
Le Pays Adour Chalosse Tursan est un Pôle d'équilibre territorial et rural créé en 2010. Il est financé par la les communautés de communes qui le composent, Région Aquitaine et le Leader.

## Localisation
Le Pays Adour Chalosse Tursan est situé au sud de l’Aquitaine et au sud-est du département des Landes (au confluent du Béarn, du Gers, du Marsan et de l’Armagnac). 

## Communautés de communes et communes membres
Le Pays Adour Chalosse Tursan se compose de neuf communautés de communes représentant 146 communes du département des Landes et 5 communes du Gers (Communauté de communes du Bas-Adour Gersois, 1974 habitants) :
- Communauté de communes d'Aire-sur-l'Adour
- Communauté de communes du canton de Mugron
- Communauté de communes du Cap de Gascogne
- Communauté de communes Coteaux et Vallées des Luys
- Hagetmau Communes Unies
- Communauté de communes de Montfort-en-Chalosse
- Communauté de communes du Pays grenadois
- Communauté de communes du Pays Tarusate
- Communauté de communes du Tursan
- Et une commune isolée : Pécorade

## Historique
| Date              | Événement |
| ----------------- | --- |
| Octobre 2001      | Demande de périmètre d’étude |
| 14 janvier 2002   | Avis favorable de la conférence Régionale d’aménagement et de Développement du territoire (CRADT) sur le périmètre d’étude du Pays |
| 30 septembre 2003 | Le préfet de région reconnaît le périmètre d’étude définitif du Pays par arrêté préfectoral |
| 5 juillet 2002    | Création du Conseil de développement du Pays |
| 16 juin 2003      | La charte de développement du Pays, document-cadre fixant les axes de développement du Pays Adour Chalosse Tursan de 2003 à 2013, est validée par l’assemblée plénière du conseil régional d’Aquitaine                                                      |
| 17 décembre 2004  | Signature du contrat de Pays avec l’État et la Région |
| 14 septembre 2009 | Le programme européen Leader (Liaison entre actions de développement de l'économie rurale) 2009-2015 est accordé, autour de l’expérimentation de nouvelles pratiques de l'accueil : l'économie résidentielle durable, enjeu de l'attractivité du territoire |
| 24 février 2010   | Signature du contrat de Pays 2010-2012 avec la Région Aquitaine à Saint-Sever |
| Années 2010       | Devient un Pôle d'équilibre territorial et rural |

## Éléments identitaires
Le Pays Adour Chalosse Tursan présente une identité principalement axée autour d’un patrimoine naturel et culturel très spécifique.

### Le patrimoine naturel et bâti
Le Pays Adour Chalosse Tursan se caractérise par un paysage particulier qui le différencie nettement des territoires voisins. L’aspect vallonné du relief est souvent opposé aux vastes plaines du Nord et de l’ouest des Landes. Les habitants identifient le Pays à ses coteaux et ses éléments naturels distinctifs (feuillus, climat, verdure, reliefs, cours d’eau). Le territoire est ainsi organisé autour de trois unités paysagères :
- Les plaines alluviales, couvertes de cultures traditionnelles ou intensives à dominante maïs,
- Les vallées, assez étroites (vallée du Gabas, vallée du Louts, vallée du Luy de France et du Luy de Béarn, vallée de la Midouze),
- Les collines, qui ont une orientation dominante sud-est nord-ouest et s’abaissent lentement pour s’effacer dans les plaines de l’Adour.

L’altitude moyenne de 150 à 200 m pour les crêtes confère à cet ensemble un aspect de collines assez hautes, surtout au sud dans le secteur du Tursan.

### Le fleuve Adour
Le fleuve Adour est un lien fort unissant l’ensemble du territoire d’est en ouest. Il se nourrit d’un réseau dense de ruisseaux et de rivières : le Bahus, le Gabas, le Louts et les Luys sur la rive gauche, la Midouze sur la rive droite.

### L’habitat traditionnel du Pays Adour Chalosse Tursan
L’habitat traditionnel du Pays Adour Chalosse Tursan est principalement composé de grandes fermes isolées dans les champs avec des toitures à double pans et disposant toutes d’une cour assez grande. Toutefois, alors que l’argile tient une place particulière dans la construction des maisons paysannes de Chalosse, ce sont des matériaux durs tels que la brique, la pierre, voire la maçonnerie de galets qui dominent dans les maisons de style bourgeois présentes en Tursan.

### Le patrimoine culturel
Le Pays Adour Chalosse Tursan présente un patrimoine culturel riche du fait de traditions encore aujourd’hui largement présentes et que les anciens s’attachent à transmettre. Il s’agit de la course landaise, du jeu de quilles de neuf, des férias, bandas. Chaque village possède son arène pour l’organisation annuelle de sa course landaise. Ici les vaches font carrière et les hommes de la course landaise sont des stars (écarteurs, sauteurs, cordiers …).
Le Pèlerinage de Saint-Jacques-de-Compostelle est également présent. Deux des voies principales traversent la Chalosse et le Tursan :
- La voie du Puy-en-Velay traversant Aire-sur-l'Adour avec l’église Sainte-Quitterie d'Aire et sa crypte une des plus grandes d’Europe, Miramont-Sensacq, Pimbo et sa collégiale Saint-Barthélemy, pour continuer ensuite dans les Pyrénées-Atlantiques,
- La voie de Vézelay traversant Saint-Sever et son Abbaye de Saint-Sever, Audignon, Horsarrieu, Hagetmau et sa crypte de Saint-Girons, Beyries pour continuer sur Orthez dans les Pyrénées-Atlantiques

### La gastronomie
La gastronomie est l’un des éléments identitaires les plus forts de la Chalosse et du Tursan. Les principaux produits sur les terres du Pays sont :
- le canard gras avec 26 % de la production française de foie gras,
- le Bœuf de Chalosse,
- le poulet fermier des Landes Label rouge,
- le Kiwi de l'Adour,
- l'Asperge des Sables des Landes,
- le pastis et la tourtière landaise,
- les vins du Tursan et les vins de Pays des terroirs landais (coteaux de Chalosse, vignobles des sables de l’océan, vignobles des Sables Fauves Terre d’Armagnac),
- l'Armagnac et le floc de Gascogne

### Des traditions ancestrales fortes
La chasse est traditionnelle, notamment à la palombe. La langue gasconne (Gascon) et les traditions qui lui sont associées (La halha de Nadau, la pratique du casse can...) constituent également un trait d’union important pour les habitants du Pays.

## Une destination touristique
Le tourisme sur le Pays Adour Chalosse Tursan, c’est le regroupement de l’offre touristique des neuf Communautés de communes qui le composent et un réseau de neuf offices de tourisme communautaires. Tous ces acteurs ont fait le choix de communiquer vers les clientèles touristiques sous la marque Landes Chalosse avec une promesse touristique « Retour aux saveurs ». On peut retrouver sur le territoire du Pays Landes Chalosse Tursan :

### Le thermalisme
Le thermalisme constitue un atout essentiel. Actuellement, il représente l’essentiel de l’activité touristique à même de générer des séjours sur le territoire du Pays, en présentant une offre très ciblée, capable de créer un effet d’appel fort.
Deux stations thermales participent à cette logique : Eugénie-les-Bains avec 7020 curistes et Préchacq-les-Bains 2126 curistes en 2005.

### Une offre patrimoniale et culturelle

#### Patrimoine architectural
- religieux : abbatiale et cloître des Jacobins à Saint Sever, église Ste Quitterie à Aire sur l’Adour, collégiale de Pimbo, crypte de St Girons à Hagetmau, Tour des Augustins à Geaune
- militaire : château d’Amou, château de Gaujacq, tours fortifiées...
- civil : plus de 60 arènes bâties, bastides, fontaines des Landes

#### Savoir-faire et traditions culturelles
- Musée et chapelle de la course landaise à Bascons
- Visite de Ganadería (élevage de vaches de courses landaises)
- Course landaise toute l’année
- Musée départemental de la faïence et des arts de la table à Samadet
- Musée de la Chalosse à Montfort-en-Chalosse
- Maison de la vannerie à Castelnau-Chalosse
- Musée de la vie rurale en pays landais à Laluque
- Jeu de quilles

#### Paysages / environnement
- Le centre de l’environnement à Miramont-Sensacq
- L’observatoire de l’avifaune à Bascons
- Les chênaies de l’Adour à Laurède
- Le plantarium jardin botanique au château de Gaujacq
- La réserve des Barthes de l'Adour à Pontonx-sur-l'Adour

#### Espace découverte et animalier
- Sentier ludique et pédagogique de découverte de la ferme à Donzacq
- Parc animalier à Laluque
- Le moulin de Poyaller à Saint-Aubin
- Trois fermes de découverte

#### Gastronomie
- Un réseau de producteurs de canards gras et foie gras, vins du Tursan et de la Chalosse, Armagnac / floc, poulets fermiers des Landes, Bœuf de Chalosse, Kiwi de l'Adour,
- Un réseau de fermes auberges, restaurateurs, propose dans leurs assiettes tous ces produits de qualité et à leur juste prix. De plus, nombreux sont les producteurs qui accueillent les touristes pour des visites guidées, des dégustations et des ventes directes de leurs produits.
- Un réseau de 12 Assiettes de Pays : assiette découverte du territoire composée d’au moins 3 produits en provenance de producteurs locaux, elle est toujours accompagnées d’un verre de vin AOC ou d’une boisson du cru. Les restaurateurs proposant les 12 Assiettes du Pays sont les suivants :
  - Restaurant « Au feu de Bois » à Amou
  - Restaurant « Les Lacs d’Halco » à Hagetmau
  - Restaurant « Aux Arcades » à Duhort-Bachen
  - Restaurant « Le Touron » à Saint Sever
  - Restaurant « L’Ahumat » à Aire sur l’Adour
  - Restaurant « Le Commerce » à Amou
  - Restaurant « Le Val Fleuri » à Pontonx sur l’Adour
  - Ferme Auberge le Vieux Chêne à Castelnau-Chalosse
  - Ferme Auberge « Haza » à Saint-Aubin,
  - Auberge Baron à Castaignos-Souslens,
  - Restaurant « Aux Tauzins » à Montfort en Chalosse
  - Auberge du Moulin à Barcelonne du Gers

#### Une offre d’activités et de loisirs
- Des promenades et découvertes : 54 itinéraires de promenade et des circuits VTT ainsi que 11 sentiers botaniques et de découverte sur l’ensemble du Pays
- Activités équestres : 3 structures proposent des promenades en forêt à cheval,
- Descente de rivières : 5 structures d’accueil pour découvrir les ruisseaux en canoë ou canoë-kayak,
- Quads : un prestataire proposant des balades en quad.